# Hyōka
Hyōka (氷菓) é uma série de livros de mistério escrita por Honobu Yonezawa, além de ser o primeiro volume da série Clube de Literatura Clássica (古典部, Koten-bu). Uma adaptação em mangá foi feita por Task Ohna, a qual começou a ser publicada em janeiro de 2012 pela revista Shōnen Ace da Kadokawa Shoten. Um anime de 22 episódios foi produzido pela Kyoto Animation e dirigido por Yasuhiro Takemoto, indo ao ar entre 22 de abril e 16 de setembro de 2012.

## História
A pedido de sua irmã mais velha, o estudante Hōtarō " Houtarou " Oreki se junta ao Clube de Literatura Clássica, para impedí-lo de ser fechado, junto com Eru Chitanda, Satoshi Fukube e Mayaka Ibara. Nele, Oreki e os demais membros começam a investigar um caso que ocorreu há 45 anos, o qual envolve o tio de Chitanda. As dicas deste mistério se encontram em uma obra intitulada Hyōka, feita   através de dados coletados pelo antigo Clube de Literatura Clássica. Assim, o grupo de amigos passa a resolver casos misteriosos que ocorrem dentro e fora da escola.

## Personagens
Hōtarō " Houtarou " Oreki (折木 奉太郎, Oreki Hōtarō)
Dublador: Yūichi Nakamura
Um garoto pouquíssimo energético que se junta ao Clube de Literatura Clássica a pedido de sua irmã mais velha, Tomoe Oreki, para impedir que suas atividades sejam encerradas. Ele diz que não gosta de desperdiçar energia, mas caso lhe dêem um mistério para ser analisado, consegue deduções lógicas e brilhantes sobre ele. Para Oreki, Eru é alguém que ele não consegue ignorar, tanto que, por insistência da garota, começa a se enturmar com os colegas de classe e passa a participar das atividades.
Eru Chitanda (千反田 える, Chitanda Eru)
Dubladora: Satomi Satō
Uma garota educada e gentil, filha de uma família rica de fazendeiros, que se junta ao Clube de Literatura Clássica. Embora sempre consiga notas altas nos testes da escola, ela geralmente depende das habilidades de raciocínio de Oreki para solucionar os mistérios que aparecem ao decorrer da série.
Satoshi Fukube (福部 里志, Fukube Satoshi)
Dublador: Daisuke Sakaguchi
Um amigo de Oreki que se junta ao Clube de Literatura Clássica. Ele possui uma memória impressionante, referindo-se a ela como um banco de dados humano. Embora Satoshi sempre fale para Oreki curtir mais a vida, no final, é revelado que ele, secretamente, tem inveja dele, devido as suas habilidades de raciocínio. Ele chama Mayaka Ibara por seu primeiro nome, o que indica que os dois são bastante próximos. Mais tarde, Satoshi revela que é apaixonado por Mayaka, mas não quer ficar "obcecado" por ela. Ele começa a namorar Mayaka na primavera de seu segundo ano.
Mayaka Ibara (伊原 摩耶花, Ibara Mayaka)
Dubladora: Ai Kayano
A última pessoa a se juntar ao Clube de Literatura Clássica. Mayaka não se dá bem com Oreki, porém o relacionamento dos dois melhorou depois dela se tornar amiga de Chitanda. Ela adora desenhar mangás, tanto que também é membro do Clube de Mangá da escola. Ela sempre foi apaixonada por Satoshi, o qual sempre encarou esse fato de maneira fria. Ela chama Satoshi de Fuku-chan.

## Mídia

### Light novel
Hyōka é o primeiro volume da série Clube de Literatura Clássica (古典部, Koten-bu), escrita por Honobu Yonezawa e publicada pela Kadokawa Shoten em 31 de outubro de 2001. A partir de 30 de novembro de 2016, mais seis volumes foram lançados. A série possui histórias adicionais, que foram publicadas pela revista Yasei Jidai da Kadokawa Shoten.
| N.º | Título                                                                                             | Data de lançamento japonês | ISBN japonês      |
| --- | -------------------------------------------------------------------------------------------------- | -------------------------- | ----------------- |
| 1   | Hyōka 氷菓                                                                                         | 31 de outubro de 2001      | 4-04-427101-1     |
| 2   | Chega de acreditar nas mentiras Gusha no Endorōru (愚者のエンドロール)                             | 31 de julho de 2002        | 4-04-427102-X     |
| 3   | A ordem dos Kudryavka Kudryavka no Junban (クドリャフカの順番)                                     | 30 de junho de 2005        | 4-04-873618-3     |
| 4   | A boneca Hina que sofreu um desvio Tōmawari Suru Hina (遠まわりする雛)                             | 3 de outubro de 2007       | 978-4-04-427104-6 |
| 5   | A diminuição da distância entre os dois Futari no Kyori no Gaisan (ふたりの距離の概算)             | 25 de junho de 2010        | 978-4-04-100325-1 |
| 6   | Mesmo que eu tenha dito que agora tenho asas Imasara Tsubasa to Iwaretemo (いまさら翼といわれても) | 30 de novembro de 2016     | 978-4-04-104761-3 |

### Mangá
A adaptação em mangá, intitulada Hyōka, foi ilustrada por Task Ohna e começou a ser publicada em janeiro de 2012 na revista Shōnen Ace da Kadokawa Shoten. O primeiro volume tankōbon foi lançado em 24 de abril de 2012; outros dezasseis volumes foram lançados em 25 de outubro de 2024.
| N.º | Data de lançamento japonês | ISBN japonês      |
| --- | -------------------------- | ----------------- |
| 1   | 24 de abril de 2012        | 978-4-04-120270-8 |
| 2   | 23 de agosto de 2012       | 978-4-04-120271-5 |
| 3   | 24 de janeiro de 2013      | 978-4-04-120272-2 |
| 4   | 21 de junho de 2013        | 978-4-04-120740-6 |
| 5   | 24 de setembro de 2013     | 978-4-04-120882-3 |
| 6   | 26 de abril de 2014        | 978-4-04-121096-3 |
| 7   | 26 de julho de 2014        | 978-4-04-101749-4 |
| 8   | 26 de janeiro de 2015      | 978-4-04-101750-0 |
| 9   | 26 de agosto de 2015       | 978-4-04-103588-7 |
| 10  | 26 de julho de 2016        | 978-4-04-103589-4 |
| 11  | 26 de outubro de 2017      | 978-4-04-103590-0 |
| 12  | 25 de maio de 2019         | 978-4-04-103591-7 |
| 13  | 25 de novembro de 2020     | 978-4-04-109730-4 |
| 14  | 25 de março de 2022        | 978-4-04-112386-7 |
| 15  | 25 de julho de 2023        | 978-4-04-114116-8 |
| 16  | 25 de outubro de 2024      | 978-4-04-115666-7 |

### Anime
A adaptação em anime é composta por 22 episódios, os quais mostram as histórias presentes nos primeiros quatro volumes da light novel. Ele foi dirigido por Yasuhiro Takemoto e produzido pela Kyoto Animation, indo ao ar no Japão entre 22 de abril e 16 de setembro de 2012. Um episódio bônus foi transmitido online pela UStream em 8 de julho de 2012 e foi lançado mais tarde em Blu-ray Disc junto com o terceiro volume do mangá, em 12 de janeiro de 2013. O primeiro episódio foi apresentado no dia 14 de abril, durante um evento especial no Kadowaka Cinema em Shinjuku.
A primeira abertura do anime se chama "Yasashisa no Riyū" (優しさの理由, A Razão da Bondade) e é cantada por ChouCho, sendo procedida pela canção  "Mikansei Stride" (未完成ストライド, Passo Incompleto) por Saori Kodama. Os temas de encerramento foram "Madoromi no Yakusoku" (まどろみの約束, Promessa do Sono) e "Kimi ni Matsuwaru Mystery" (君にまつわるミステリー, O Mistério Em Torno de Você), ambos cantados por Satomi Satō e Ai Kayano.

#### Lista de episódios
| #          | Título | Exibição original      |
| ---------- | --- | ---------------------- |
| 01         | "O Clube de Literatura Clássica foi Restaurado" "Dentō Aru Koten-bu no Saisei (伝統ある古典部の再生)"                      | 22 de abril de 2012    |
| 02         | "Atividades do Clube de Literatura Clássica" "Meiyo Aru Koten-bu no Katsudō (名誉ある古典部の活動)"                        | 29 de abril de 2012    |
| 03         | "Descendentes do Clube de Literatura Clássica e suas Circunstâncias" "Jijō Aru Koten-bu no Matsuei (事情ある古典部の末裔)" | 6 de maio de 2012      |
| 04         | "Dias Passados do Clube de Literatura Clássica e sua Glória" "Eikō Aru Koten-bu no Sekijitsu (栄光ある古典部の昔日)"       | 13 de maio de 2012     |
| 05         | "A verdade do Clube de Literatura Clássica e sua História" "Rekishi Aru Koten-bu no Shinjitsu (歴史ある古典部の真実)"      | 20 de maio de 2012     |
| 06         | "Para Cometer um Pecado Grave" "Taizai o Okasu (大罪を犯す)"                                                               | 27 de maio de 2012     |
| 07         | "Descobrindo a Verdadeira Identidade" "Shōtai Mitari (正体見たり)"                                                         | 3 de junho de 2012     |
| 08         | "Vamos assistir ao Filme!" "Shishakai ni Ikō! (試写会に行こう!)"                                                           | 10 de junho de 2012    |
| 09         | "O Caso Furuoka do Assassinato da Vila Abandonada" "Furuoka Haison Satsujin Jiken (古丘廃村殺人事件)"                      | 17 de junho de 2012    |
| 10         | "O que Ninguém Notou" "Ban'nin no Shikaku (万人の死角)"                                                                    | 24 de junho de 2012    |
| 11         | "Créditos Finais do Tolo" "Gusha no Endorōru (愚者のエンドロール)"                                                         | 1 de julho de 2012     |
| 11.5 (OVA) | "O que eu devo ter é" "Motsu beki Mono wa (持つべきものは)"                                                                | 8 de julho de 2012     |
| 12         | "Praticamente Empilhados até o Teto" "Kagiri Naku Tsumareta Rei no Are (限りなく積まれた例のあれ)"                         | 8 de julho de 2012     |
| 13         | "Um Cadáver por Noite" "Yūbe niwa Mukuro ni (夕べには骸に)"                                                                | 15 de julho de 2012    |
| 14         | "Incêndio" "Wairudo Faia (ワイルド・ファイア)"                                                                             | 22 de julho de 2012    |
| 15         | "O Incidente Jūmonji" "Jūmonji Jiken (十文字事件)"                                                                         | 29 de julho de 2012    |
| 16         | "O Último Alvo" "Saigo no Hyōteki (最後の標的)"                                                                            | 5 de agosto de 2012    |
| 17         | "A Ordem dos Kudryavka" "Kudoryafuka no Junban (クドリャフカの順番)"                                                       | 12 de agosto de 2012   |
| 18         | "As Montanhas são Ensolaradas?" "Renpō wa Hareteiru ka (連峰は晴れているか)"                                               | 19 de agosto de 2012   |
| 19         | "Qualquer um que Saiba" "Kokoroatari no Aru Mono wa (心あたりのある者は)"                                                  | 26 de agosto de 2012   |
| 20         | "Feliz Ano Novo!" "Akimashite Omedetō (あきましておめでとう)"                                                              | 2 de setembro de 2012  |
| 21         | "O Caso dos Chocolates Caseiros" "Tezukuri Chokorēto Jiken (手作りチョコレート事件)"                                       | 9 de setembro de 2012  |
| 22         | "A Boneca que Sofreu um Desvio" "Tōmawari Suru Hina (遠まわりする雛)"                                                      | 16 de setembro de 2012 |